# Irish Housewives Association
L'Irish Housewives Association (IHA) est un groupe de pression influent, fondé en 1942 pour dénoncer les injustices et les besoins des femmes irlandaises, chez elles comme à l'extérieur. L'organisation est fondée par Hilda Tweedy, ainsi que Andree Sheehy-Skeefington, Susan Manning, et Louie Bennett, et fait d'abord campagne en faveur des repas scolaires, de la gratuité des voyages pour les retraités, et de la protection des consommateurs.
En 1947, l'IHA s'affilie à l'Alliance internationale des femmes. Les membres de l'IHA, Beatrice Dixon et Kathleen Swanton, lancent une campagne pour que les femmes puissent devenir jurées en Irlande. En 1957, Dixon devient la première femme jurée.
De 1954 au début des années 1960, l'IHA est infiltrée et investiguée par le comité de vigilance de l'archevêque John Charles McQuaid pour activité communiste.
En 1968, l'IHA joue un rôle majeur dans la mise en place d'un Conseil de la condition de la femme (devenu le Conseil national des femmes d'Irlande).
En 1992, l'IHA s'auto-dissout.